# Vihtajärvi (sjö i Pieksämäki, Södra Savolax)
Vihtajärvi är en sjö i kommunen Pieksämäki i landskapet Södra Savolax i Finland. Sjön ligger 103,2 meter över havet. Arean är 1,08 kvadratkilometer och strandlinjen är 8,73 kilometer lång. Sjön  ingår i Vuoksens huvudavrinningsområde.   Den ligger omkring 75 kilometer norr om S:t Michel och omkring 280 kilometer nordöst om Helsingfors. 
I sjön finns öarn Peltosaari, Raippasaari och Pönkäsaari. Vihtajärvi ligger norr om Syvänsi. 